# Новоникольское (Татарстан)
Новоникольское — деревня в Пестречинском районе Татарстана. Входит в состав Екатериновского сельского поселения.

## География
Находится в северо-западной части Татарстана на расстоянии приблизительно 11 км на юг-юго-восток по прямой от районного центра села Пестрецы вблизи автомобильной дороги Казань-Уфа.

## История
Основана в первой половине XIX века, упоминалась также как Пестречинский Выселок.

## Население
Постоянных жителей было: в 1859 году — 40, в 1897 — 83, в 1908—122, в 1920—156, в 1926—157, в 1949—155, в 1958—159, в 1970 — 73, в 1979 — 48, в 1989 — 13, в 2002—5 (русские 100 %), 1 в 2010.